# シャルル・オーギュスト・フレカン
シャルル・オーギュスト・フレカン（Charles Auguste Fraikin、1817年6月14日 - 1893年11月22日）は、ベルギーの彫刻家である。29歳でベルギー美術アカデミーの会員に選ばれ、ベルギー王立美術館の2代目の彫刻部門の学芸員を務めた。

## 略歴
アントウェルペン州のヘレンタルス（Herentals）で生まれた。12歳の時にアントウェルペン美術アカデミーに入学し、絵を学ぶが、1年ほど後に父親が事故で亡くなり、絵の修行を中断した。薬剤師の資格をとりブリュッセル近くの薬局で働き始めた。余暇に彫刻を始め、薬局の主人はブリュッセル王立美術アカデミーの校長も務めた画家のフランソワ＝ジョセフ・ナヴェスの義理の兄弟で、フレカンの才能を見出し芸術の修行を続けるように勧め、フレカンはブリュッセル王立美術アカデミーでPierre Puyenbroeck（1804-1884）に学んだ。
1839年に展覧会に初めて作品を出展し、1845年のブリュッセルの美術展で、彫刻を出展し、金メダルを受賞した。その作品の大理石像を制作し、ベルギー王立美術館やロシアのエルミタージュ美術館で展示され、フレカンはベルギー王室のメンバーに注目され、王室からの注文を得ることができた。ベルギー国王レオポルド1世の彫像も制作した。29歳の1847年にベルギー美術アカデミーの会員に選ばれた。
ベルギー王立美術館の彫刻部門の学芸員も務めた。新古典主義の彫刻家として働いた。ベルギーのレオポルド2世勲章（コマンドゥール）やフランスのレジオンドヌール勲章（シュバリエ）を受勲した。

## 作品

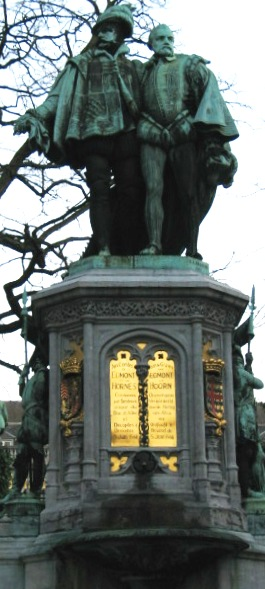
16世紀の軍人フィリップ・ド・モンモランシーとホルン伯爵の彫像、
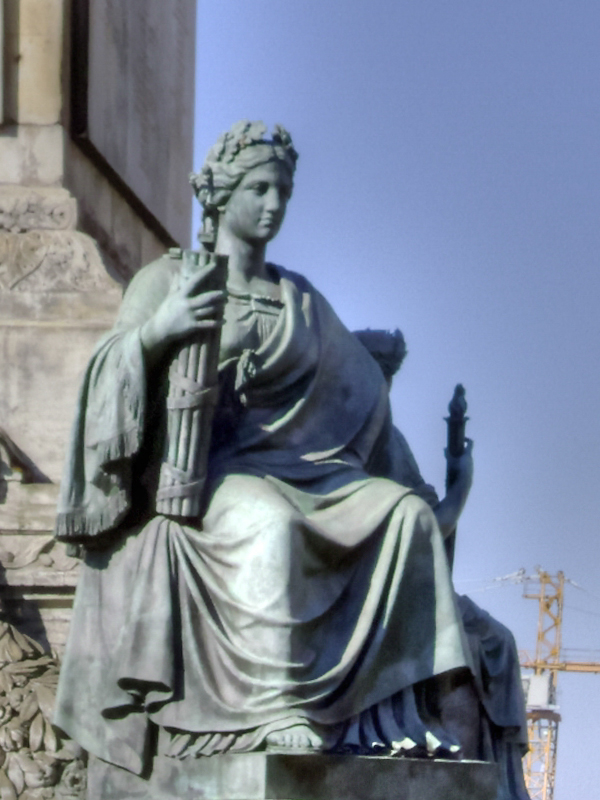
コングレ記念塔の結社の自由像
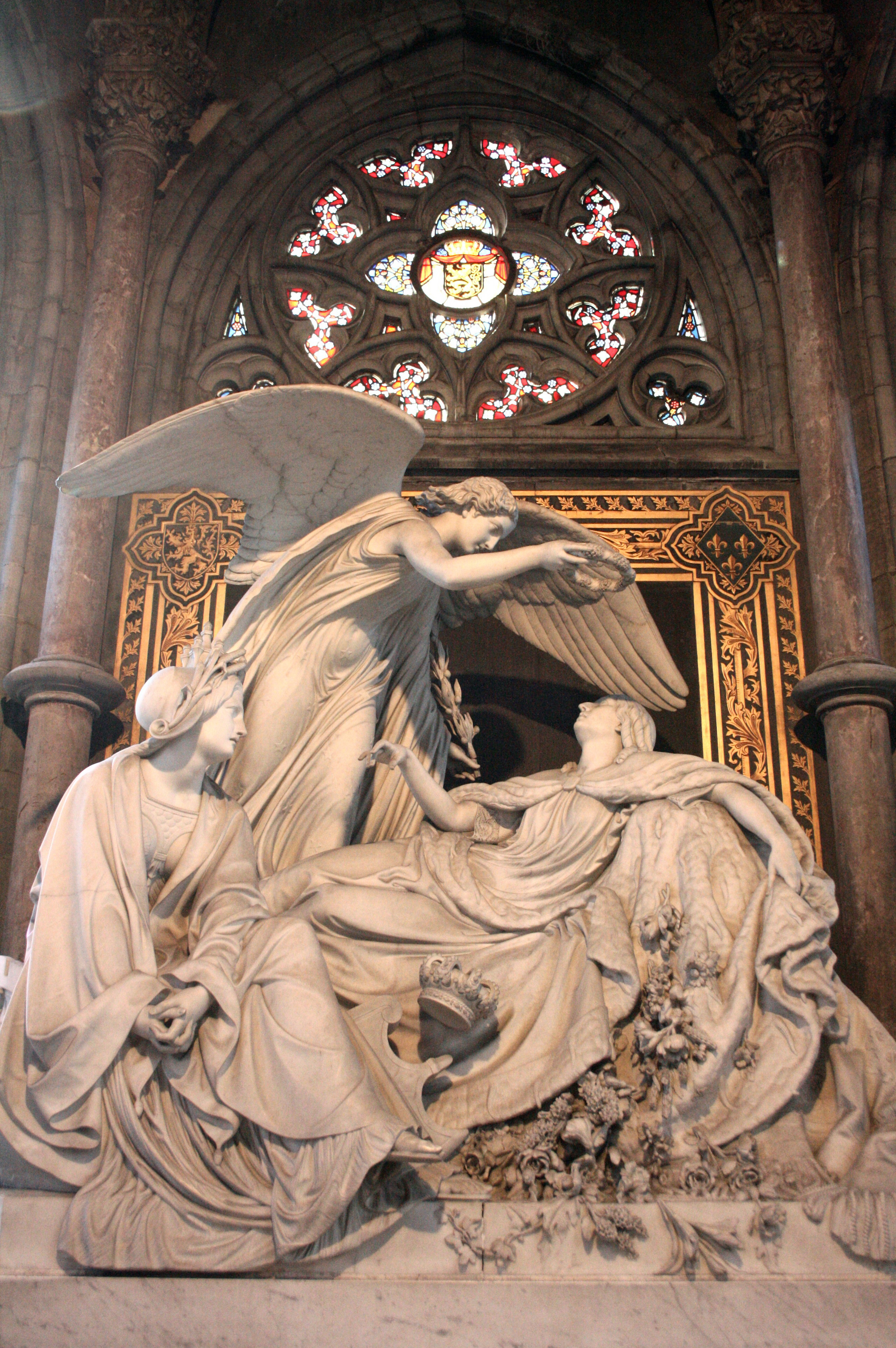
オーステンデのベルギー王妃ルイーズのモニュメント
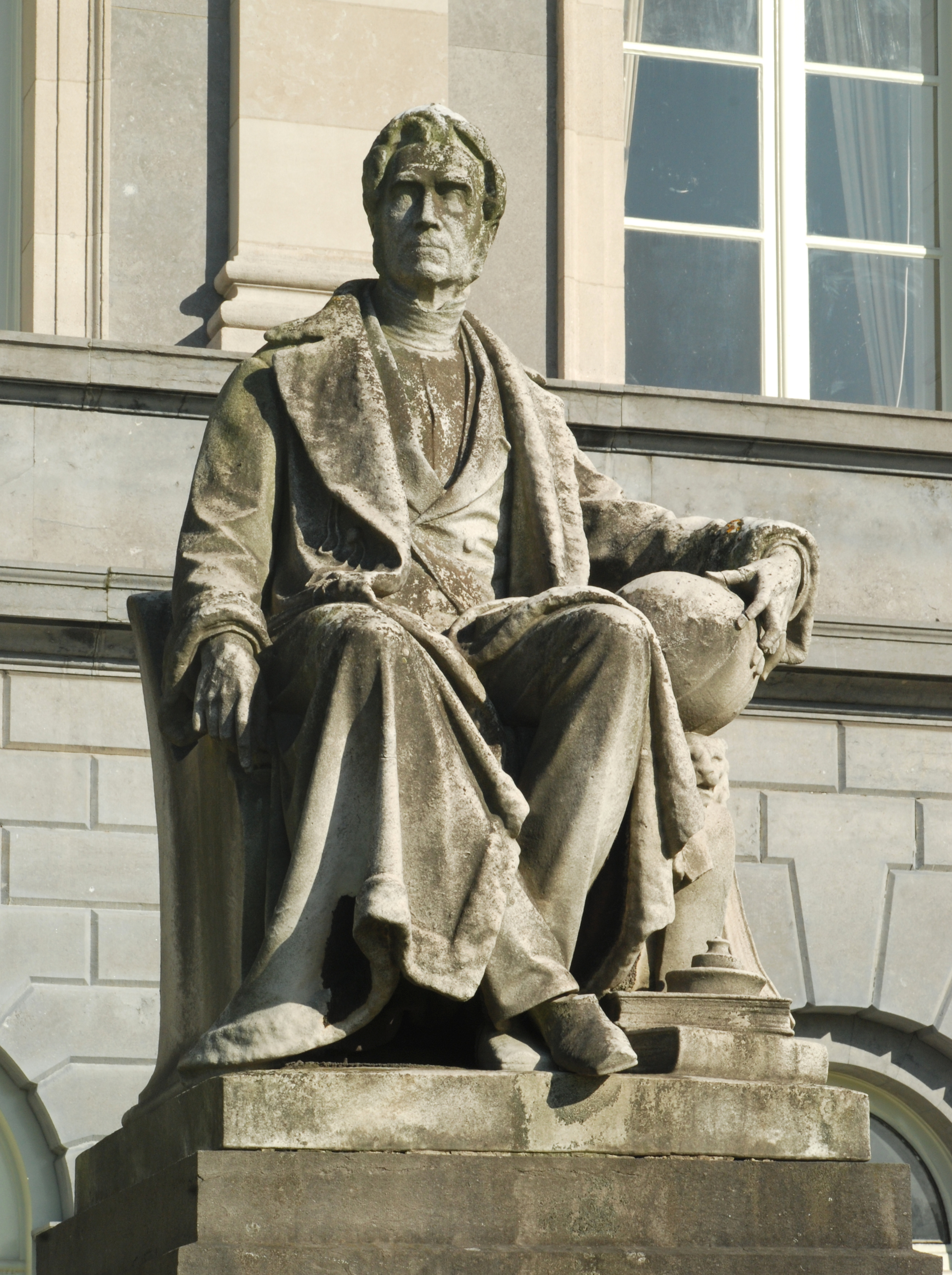
天文学者アドルフ・ケトレーの像